# ベイカー街遊撃隊
ベイカー街遊撃隊（Baker Street Irregulars）は、シャーロック・ホームズシリーズに登場するストリートチルドレン達の団体であり、シャーロック・ホームズの協力者達。ベイカー街不正規連隊（特務隊）と訳されることもある。
彼らの出で立ちはワトスンの目にもみすぼらしく見え、また、ハドスン夫人も彼らを毛嫌いしていた。しかし、ホームズは、ベイカー街遊撃隊の事を「スコットランドヤードの警官1ダースより彼らの一人の方が有用だ」と評価している。彼らは、警官やホームズが入り込めない場所へも潜り込み、やはり警官やホームズでは聞き出せないような有益な情報を持ち帰るのに、真価を発揮した。ホームズは彼らに対し日当1シリング（＝12ペンス）を支払い、事件の解決に繋がる有益な情報の提供があった場合には特別報酬として1ギニー（＝1ポンド1シリング。252ペンス）を与えた。この他に、様々な必要経費もホームズが負担していた。
『緋色の研究』では、遊撃隊の隊長はウィギンスという名の少年だったが、彼が隊長を務めていた期間や、彼の後任がいたとしたら誰であったのか、などは原作に記されていない。

## パスティーシュ作品など
- ベイカー街（1965年）　ミュージカル。
- ホームズ少年探偵団（1978年）　ロバート・ニューマンの児童小説。
- クワルスフォードの遺産（1986年）、グレンダウアーの陰謀（1990年）　ロイド・ビルグ・ジュニア著のパスティーシュ。ワトスンではなく遊撃隊の一員である、エドワード・ポーター・ジョーンズの視点で描かれる。
- ガス灯野良犬探偵団（2023年）、青崎有吾原作・松原利光作画の漫画。